# Felsőgyerőmonostor
Felsőgyerőmonostor korábban Oláhgyerőmonostor, (románul Mănășturu Românesc ) falu Romániában Kolozs megyében.

## Nevének említése
1839, 1863, 1890 Oláh-Gyerő-Monostor, Menestur-rumunyeszk, Menestur-rum., (1873) Monestur rumuneszk, 1900 Oláhgyerőmonostor; 1920 Mănășturul rom., 1930, 1941 Mănășturul-Românesc.

## Lakossága
1850-ben 845 fős lakosságában nem találunk magyarokat. A későbbiekben néhány magyar települt a faluba (max. 12 fő), de 1992-es népszámlálási adatok szerint a 283 fős falunak csak román és cigány lakosa van. 1850-ben a lakosság többsége ortodox volt, csakúgy mint 1992-ben.

## Története
A Gyalui-havasok lábánál a XIV. századtól jelennek meg a románság falvai, köztük Felsőgyerőmonostor is.
1647-ben az Ébeni család egyik tagja, Ébeni Gábor egykori szamosújvári kapitány, Kabos Ferenc halálát követően  birtokba kapta Oláhgyerőmonostort a környező Bedecs, Deréte, Erdőfalva, Magyargyerőmonostor, Oláhbikal, Magyarvalkó jószágokkal együtt.
1917-ben Bánffyhunyad római katolikus filiája.
A falu a trianoni békeszerződésig Kolozs vármegye Bánffyhunyadi járásához tartozott.